# Lambertonia insignis
Lambertonia insignis är en insektsart som beskrevs av Victor Lallemand 1950. Lambertonia insignis ingår i släktet Lambertonia och familjen Ricaniidae. Inga underarter finns listade i Catalogue of Life.